# Pales casta
Pales casta là một loài ruồi trong họ Tachinidae.